# 히야마 진흥국

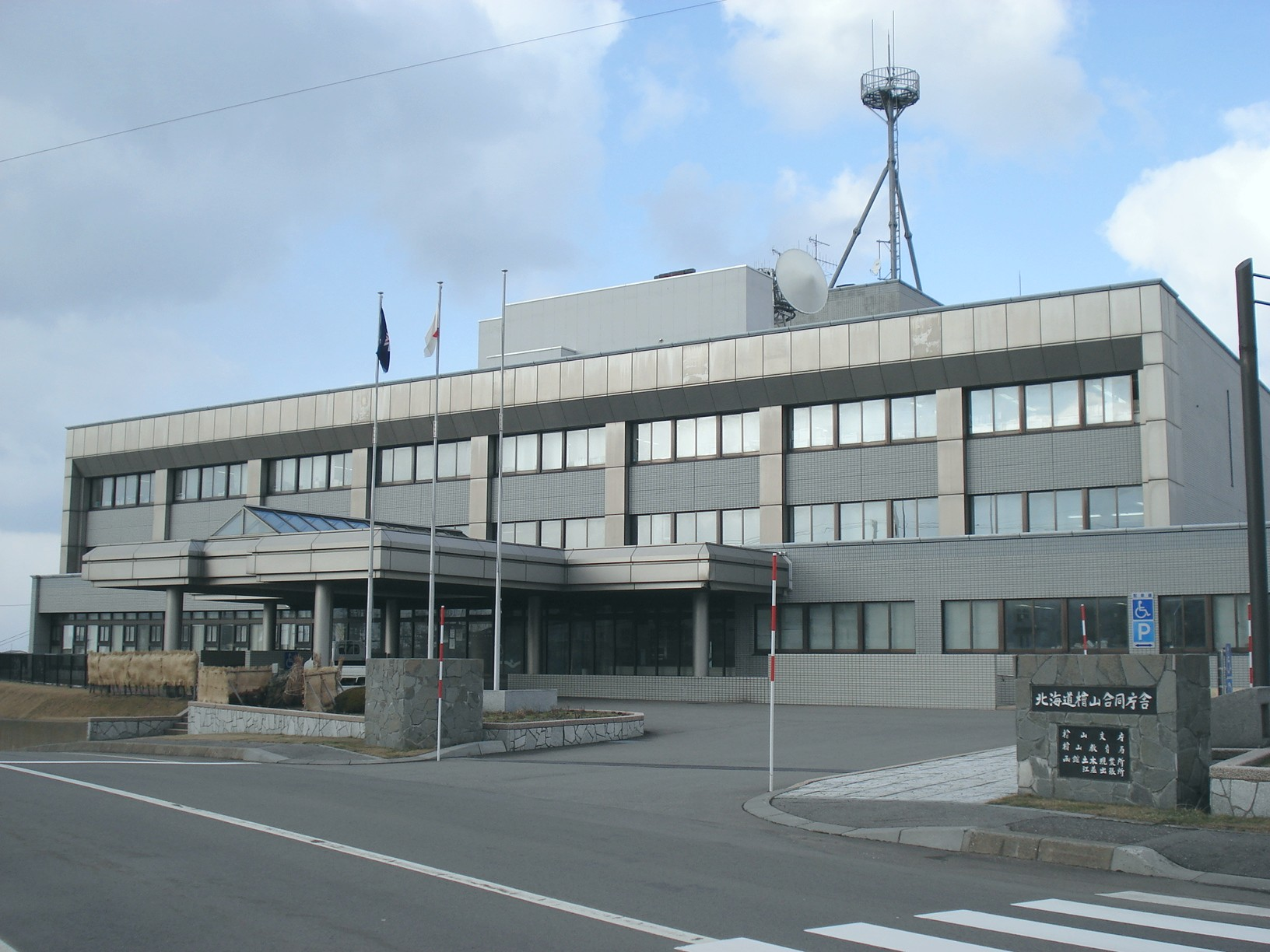

히야마 진흥국(일본어: 檜山振興局 히야마신코쿄쿠[*])은 2010년 4월 1일에 홋카이도의 히야마 지청 대신 설치된 진흥국이다. 진흥국 소재지는 히야마군 에사시정이다. 광역 업무의 경우 오시마 종합진흥국이 이 곳까지 관할한다. 다만 히야마 진흥국은 남북으로 쪼개어져 관할하게 되는 지리적인 이점을 가지고 있어, 행정적으로 볼 때 월경지에 준하는 수준에 가까운 진흥국이기도 하다.

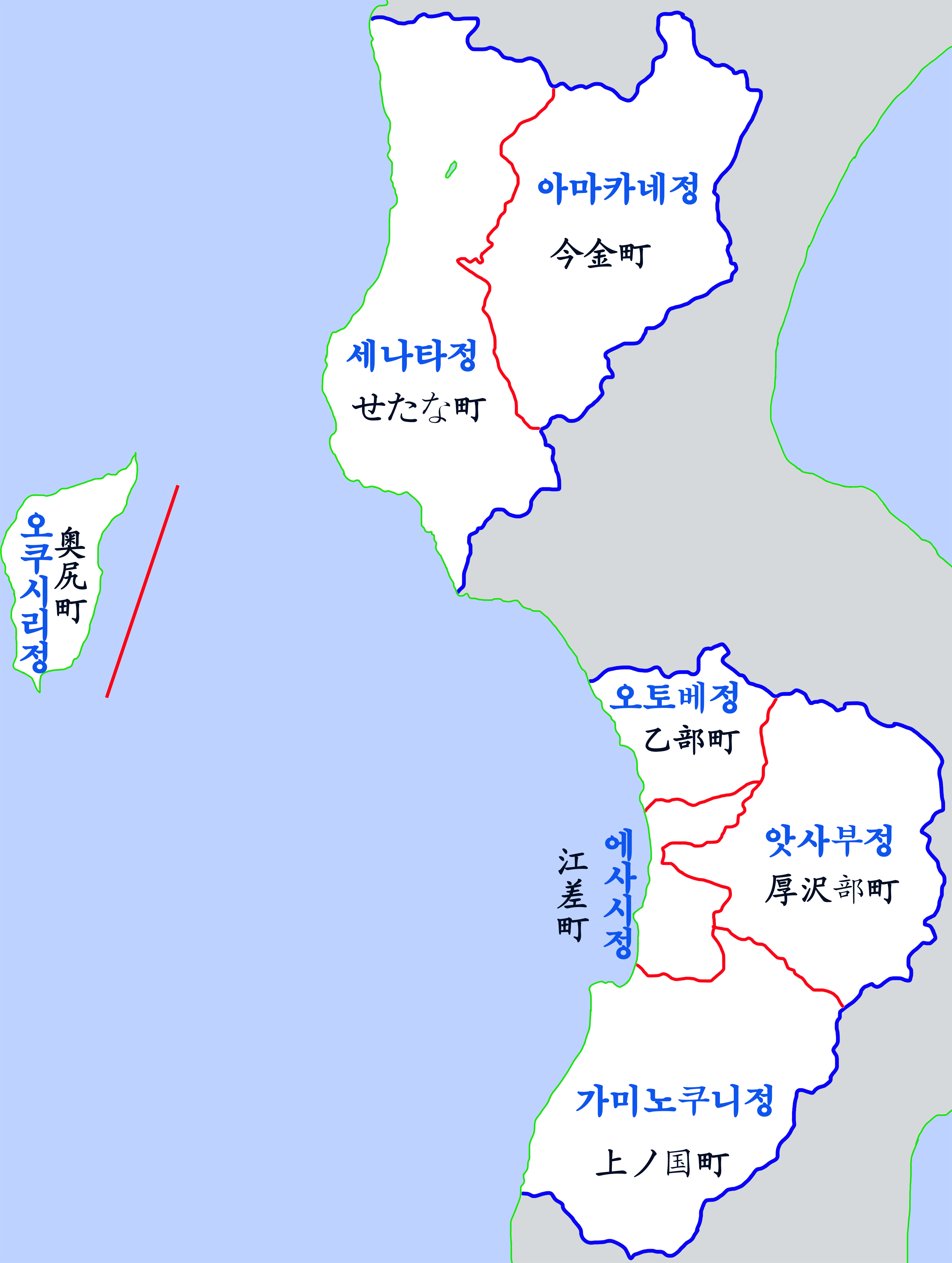

## 행정구역
- 히야마군
  - 에사시정(江差町) - 가미노쿠니정(上ノ国町) - 앗사부정(厚沢部町)
- 니시군
  - 오토베정(乙部町)
- 구도군
  - 세타나정(せたな町)
- 오쿠시리군
  - 오쿠시리정(奥尻町)
- 세타나군
  - 이마카네정(今金町)